# Рибалочка-крихітка
Рибалочка-крихітка (Ceyx) — рід сиворакшоподібних птахів родини рибалочкових (Alcedinidae). Представники цього роду мешкають в Південній і Південно-Східній Азії та в Австралазії.

## Види
Рід нараховує 22 види:
- Рибалочка-крихітка трипалий (Ceyx erithaca)
- Рибалочка-крихітка філіпінський (Ceyx melanurus)[9]
- Рибалочка-крихітка сулавеський (Ceyx fallax)
- Рибалочка-крихітка новогвінейський (Ceyx lepidus)[10]
- Рибалочка філіпінський (Ceyx margarethae)[11]
- Рибалочка сулайський (Ceyx wallacii)[12]
- Рибалочка буруйський (Ceyx cajeli)[13]
- Рибалочка папуанський (Ceyx solitarius)[14]
- Рибалочка мануський (Ceyx dispar)[15]
- Рибалочка новоірландський (Ceyx mulcatus)[16]
- Рибалочка новобританський (Ceyx sacerdotis)[17]
- Рибалочка соломонський (Ceyx meeki)[18]
- Рибалочка новогеоргійський (Ceyx collectoris)[19]
- Рибалочка малаїтський (Ceyx malaitae)[20]
- Рибалочка гвадалканальський (Ceyx nigromaxilla)[21]
- Рибалочка макірський (Ceyx gentianus)[22]
- Рибалочка синьобокий (Ceyx cyanopectus)
- Рибалочка сріблогузий (Ceyx argentatus)
- Рибалочка самарський (Ceyx flumenicola)[23]
- Рибалочка ультрамариновий (Ceyx azureus)
- Рибалочка атоловий (Ceyx websteri)
- Рибалочка мангровий (Ceyx pusillus)

## Етимологія
Рід отримав наукову назву Ceyx на честь Кейка з давньогрецького міфу. За легендою, Алкіона і Кейк були людьми, яких боги перетворили на рибалочок. На честь Алкіона був названий рід птахів Альціон (Halcyon)